# مشعابية
المشعابية (الاسم العلمي: Flustridae)، فصيلة حيوانات حزازية تنتمي إلى رتيبة المشعابيات.